# GameCube
Il Nintendo GameCube (ニンテンドー ゲームキューブ?, Nintendō Gēmukyūbu), anche noto come GameCube (abbreviato come NGC in Giappone o GCN in Europa e Nord America), è una console prodotta da Nintendo. È stata una console di sesta generazione, assieme a Dreamcast, PlayStation 2 e Xbox. Commercializzata tra il 2001 e il 2007, la quarta console prodotta dall'azienda giapponese è stata annunciata come successore del Nintendo 64 con il nome in codice "Dolphin" (sebbene sia stata internamente indicata inizialmente come "N2000" e "Project Dolphin").
GameCube è stata la prima console Nintendo a utilizzare i dischi ottici come supporto di memorizzazione principale. I suoi dischi, in formato simil–mini DVD, lo rendevano un sistema non progettato per riprodurre DVD di dimensioni standard o CD audio, a differenza delle sue concorrenti contemporanee, portando il sistema a specializzarsi esclusivamente sui videogiochi. La console ebbe un supporto per il gioco in rete, ma in modo limitato e con pochi titoli, tramite una scheda di rete a connessione a banda larga o un adattatore per modem a 56 kbit/s e può connettersi alla console portatile Game Boy Advance, tramite cavo apposito, che consente ai giocatori di accedere a funzionalità di gioco esclusive utilizzando la portatile come secondo schermo e controller.
L'accoglienza raccolta dal GameCube fu generalmente positiva. La console venne elogiata per il suo controller, una vasta libreria di software e videogiochi di alta qualità, ma è stata criticata per la sua apparenza estetica e la mancanza di alcune funzionalità. Nintendo riuscì a vendere 21,74 milioni di unità GameCube in tutto il mondo prima che la console andasse fuori produzione nel 2007. Il suo successore, Wii, console di settima generazione (i primi modelli offrivano retrocompatibilità con la maggior parte dei videogiochi GameCube), venne commercializzato a partire dal novembre 2006.

## Storia
Il GameCube fu annunciato nel maggio 1999. Nel corso dell'E3 2001 vennero svelati i titoli di lancio della console, tra cui Luigi's Mansion, Super Smash Bros. Melee, Pikmin, Metroid Prime e Star Fox Adventures. Oltre a videogiochi di terze parti quali Star Wars Rogue Squadron II: Rogue Leader e Wave Race: Blue Storm, venne anticipato lo sviluppo di giochi appartenenti alle serie Animal Crossing e The Legend of Zelda.
Nonostante le console precedenti fossero state lanciate con un platform che vedeva protagonista Mario, il titolo in cui il personaggio giocante era Luigi è stato utilizzato da Shigeru Miyamoto e Satoru Iwata per mostrare nel corso di una conferenza stampa due delle novità introdotte: il GameCube Controller e il Nintendo Optical Disc.
GameCube supportò il formato video composito per visualizzare videogiochi sullo schermo; tuttavia, vi furono alcune differenze nei due modelli della console: i modelli prodotti nel periodo 2001–2003 avevano anche la possibilità di utilizzare cavi video a componenti, modalità in scansione progressiva e una seconda porta seriale; inoltre la targhetta sulla parte superiore della console con la scritta "Nintendo GameCube" poteva essere rimossa. Questo modello divenne noto come "DOL–001". Le particolarità appena menzionate vennero rimosse nel modello prodotto nel periodo 2004–2007; noto come "DOL–101". Nella versione più recente venne introdotto un firmware che disabilitò i trucchi Action Replay e il laser di lettura del disco venne migliorato. Questo stesso modello venne fornito con un alimentatore elettrico da 48 watt per alimentare la console, mentre l'originale era tarato su una potenza di 46.

## Caratteristiche
Il GameCube utilizza un supporto ottico, al contrario delle cartuccia adoperate nella precedente console, il Nintendo 64, i cui giochi sono incompatibili con la nuova piattaforma. I dischi per GameCube sono di diametro inferiore rispetto ai compact disc, 8 cm contro i 12 dei normali CD, e possono ospitare fino a 1,5 GB di dati. Nonostante la dimensione fosse inferiore ai DVD, questi mini DVD presentavano diverse tecniche di compressione e cifratura.
L'aspetto simile ad un cubo è stato scelto per dare compattezza alla console, sul retro è presente una maniglia per facilitarne il trasporto, tra le diverse idee di design una delle prime scartate ricordava gli UFO. Disponibile in diversi colori, venne inizialmente commercializzata in indaco, colore scelto anche per il logo della console, successivamente è stata prodotta nelle versioni Jet (di colore nero) e Spice (arancione) per venire incontro alle richieste del pubblico. La versione Spice non è stata commercializzata nel mercato statunitense, venne prodotta anche una versione platino dello stesso colore del Game Boy Advance.
Utilizzando un Game Link Cable il Game Boy Advance può essere usato come controller per il GameCube, oltre che come display secondario, per alcuni videogiochi tra cui Pac-Man Vs., Final Fantasy Crystal Chronicles, The Legend of Zelda: Four Swords Adventures. Con l'adattatore Game Boy Player, è inoltre possibile eseguire su GameCube i titoli per Game Boy, Game Boy Color e Game Boy Advance.
Ascoltando la lunga serie di suoni in sottofondo nel menù principale a velocità 16x si può notare che il suono prodotto è identico al sottofondo del menù del Famicom Disk System.

## Periferiche

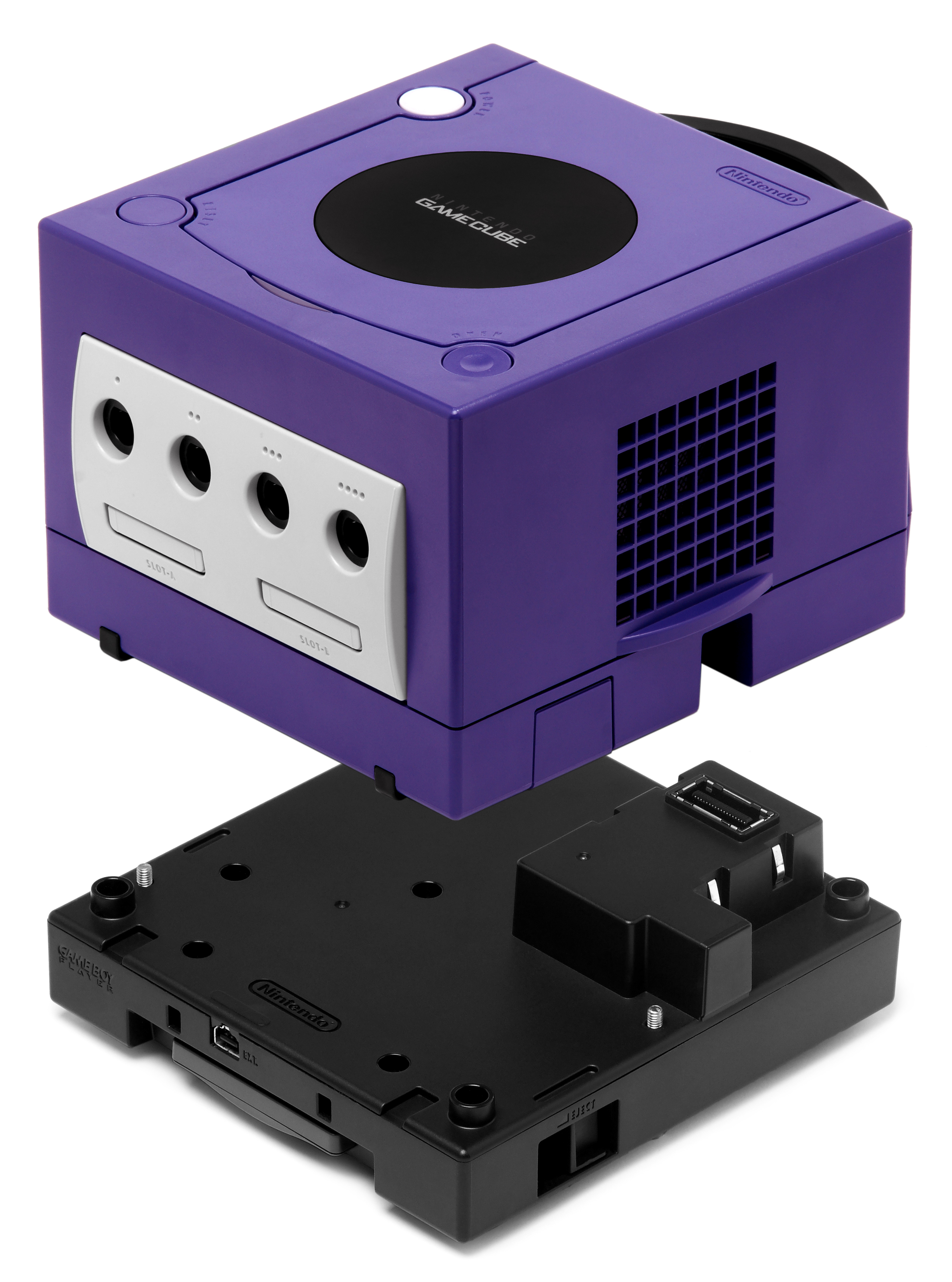
GameCube e Game Boy Player

Il GameCube è dotato di quattro porte per controller e due per la memory card.

### GameCube Controller

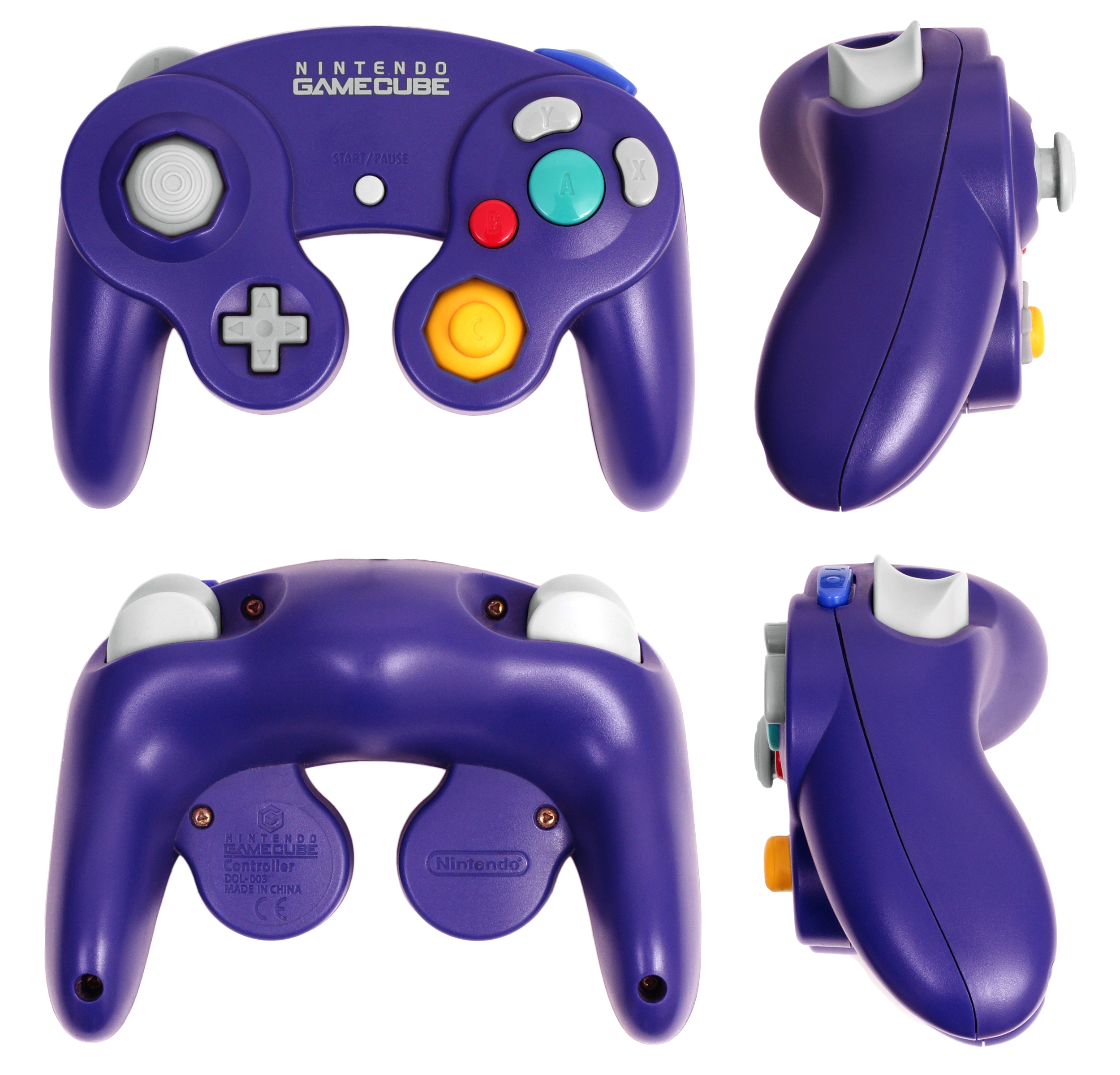
Visione laterale, frontale e posteriore del controller standard del GameCube

Il controller per GameCube è considerato un incrocio tra il precedente gamepad del Nintendo 64 e il concorrente prodotto da Sony per PlayStation, sebbene la posizione del d-pad e di uno dei stick siano invertiti rispetto al DualShock 2.
Il controller per GameCube presenta:
- Un joystick analogico principale, con base ottagonale per guidare lo spostamento nelle direzioni principali e superficie di appoggio per il pollice della mano caratterizzata da cerchi concentrici in rilievo per migliorarne il grip
- Una croce direzionale digitale, simile a quella presente nel Game Boy Advance[33]
- Un secondo stick analogico (denominato C Stick[34]), sempre con base ottagonale della stessa dimensione, ma con superficie di appoggio per il pollice di minore dimensione, nella quale è incisa la lettera C
- Quattro pulsanti frontali digitali: il grosso tasto centrale A, di colore verde, è circondato da un pulsante rosso B e da due ulteriori tasti grigi X e Y[35]
- Un tasto Z digitale, posizionato sul lato destro del controller, e due tasti analogici dorsali L e R, leggermente inclinati come nel controller del Dreamcast e provvisti di un bottone digitale a fine corsa[33][36]
- Un pulsante Start, posizionato al centro del controller[36]
- Funzione di vibrazione "Rumble" integrata

Il controller presenta alcune differenze rispetto al precedente gamepad del Nintendo 64, in particolare per quanto riguarda gli stick e la posizione del trigger Z. Nonostante i pulsanti frontati e dorsali siano ricavati dal controller del Super Nintendo Entertainment System, l'attenzione è incentrata su una maggiore facilità di utilizzo del pollice. È disponibile nelle colorazioni viola, nero e lilla.
Alcune console Wii sono compatibili con il controller per GameCube. Sebbene la Wii U non sia compatibile con gli accessori per GameCube, sono stati prodotti un adattatore per la console in grado di supportare fino a quattro controller del GameCube e un controller speciale per Super Smash Bros. for Wii U. In occasione della pubblicazione di Super Smash Bros. Ultimate sono stati prodotti un adattatore e un controller a tema Super Smash Bros. per Nintendo Switch.

### WaveBird

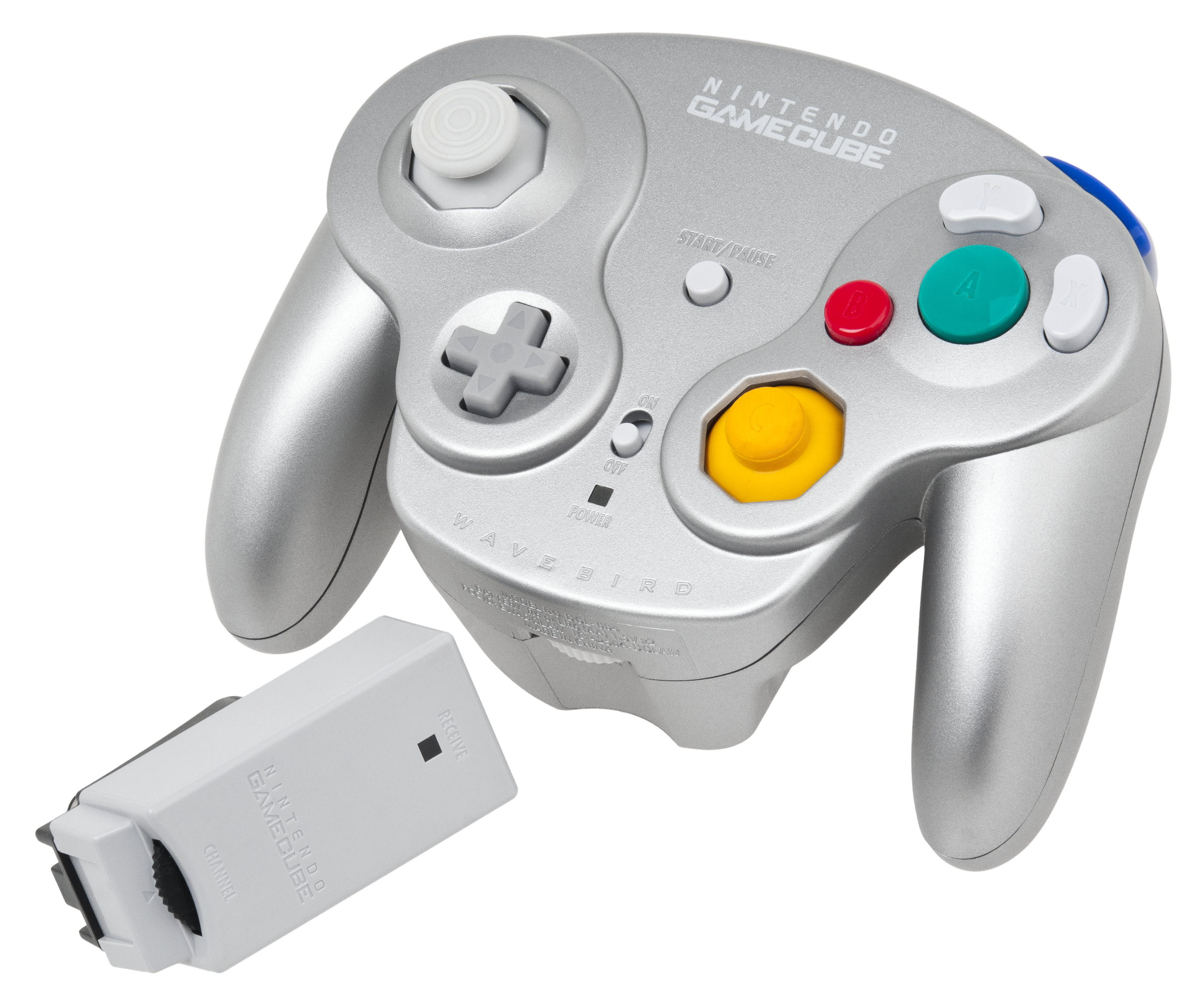
Il controller WaveBird col ricevitore wireless da inserire nella porta del controller della console

WaveBird è il controller wireless del GameCube. Di colore grigio, ha la medesima forma della controparte classica, con un rigonfiamento nella parte inferiore per accogliere i componenti in più. Alimentato da due batterie AA, permette di selezionare fino a 16 frequenze diverse per evitare interferenze in multigiocatore, ma non dispone della funzione di vibrazione Rumble. È venduto insieme a un ricevitore da collegare alla presa del GameCube per il controller. Presenta l'interruttore ON/OFF per l'accensione e lo spegnimento e un LED arancione che si accende a collegamento riuscito. Il nome deriva dal nome in codice della console.

### Bongo DK
Il controller Bongo DK è uno speciale controller a forma di bongo, compatibili con i videogiochi della serie Donkey Konga e Donkey Kong Jungle Beat.

### Memory Card

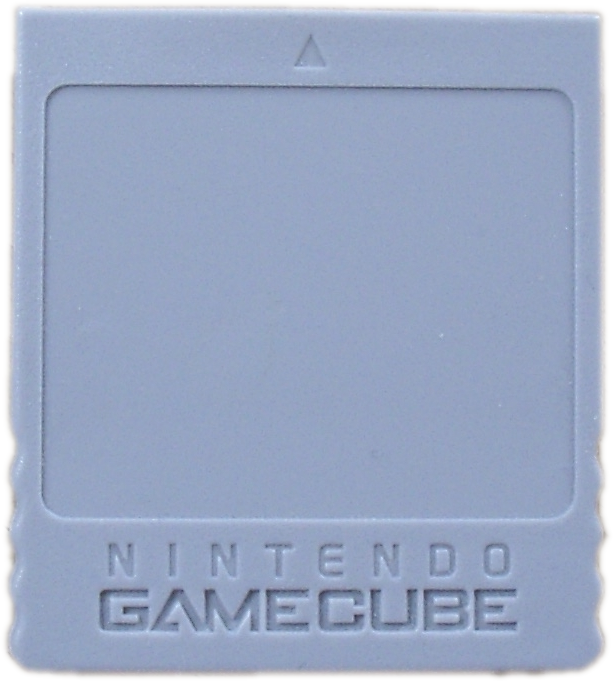
Memory Card per GameCube

La scheda di memoria del GameCube è disponibile in dimensioni da 512 kB (59 blocchi), 2 MB (251 blocchi) e 8 MB (1019 blocchi).

## Videogiochi
Si stima che per GameCube siano stati pubblicati oltre 500 videogiochi. Tra i titoli di lancio figuravano Luigi's Mansion, Super Smash Bros. Melee e Pikmin, oltre a conversioni come Batman: Vengeance. La console ha visto inoltre la realizzazione di videogiochi da parte di Activision, Konami, Namco, Treasure e SEGA. Capcom aveva inoltre stabilito un accordo con Nintendo per produrre i cosiddetti Capcom Five, cinque videogiochi esclusivi per la console.

### Titoli Nintendo

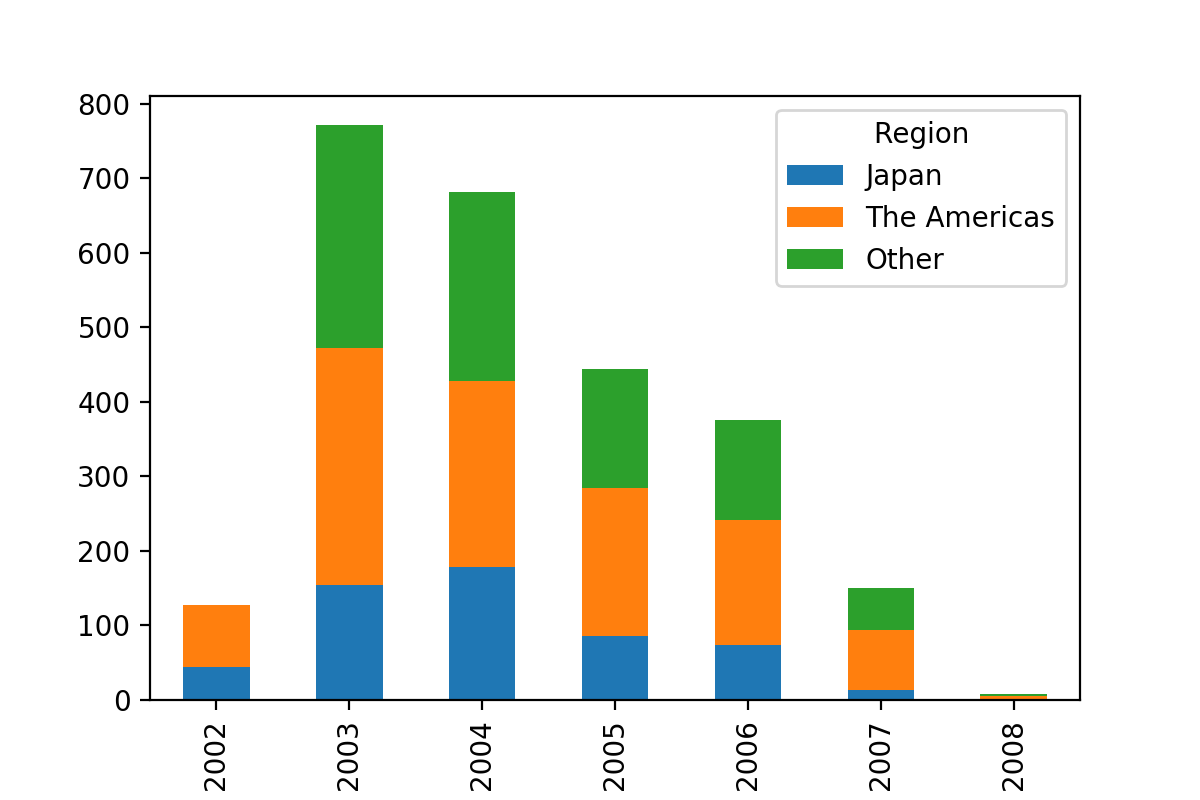
Videogiochi per GameCube, divisi per mercato

Oltre ai nuovi titoli Luigi's Mansion e Pikmin, su GameCube fa il suo debutto internazionale Animal Crossing. Nel 2002 vengono pubblicati i primi titoli delle serie Mario, Metroid e The Legend of Zelda, rispettivamente Super Mario Sunshine, The Legend of Zelda: The Wind Waker e Metroid Prime. L'anno seguente, al successo di Mario Kart: Double Dash!! e Mario Party 5, si aggiunge quello del primo videogioco della serie Pokémon per GameCube, Pokémon Colosseum. Nel 2004 sempre la serie Mario registra i migliori risultati con l'uscita di Paper Mario: Il portale millenario e Mario Party 6. Quest'ultimo avrà un ulteriore seguito, Mario Party 7, nello stesso anno del debutto di Pokémon XD: Tempesta Oscura.

### Altri titoli
Oltre a far curare lo sviluppo di giochi quali Star Fox: Assault e Donkey Konga, che utilizzano proprietà intellettuale Nintendo ma sono realizzati da terze parti, l'azienda giapponese ha stretto legami maggiori con gli altri produttori di videogiochi. Dopo essersi alienata le simpatie degli sviluppatori con l'adozione delle cartucce per il Nintendo 64, che presentavano un costo superiore rispetto ai compact disc utilizzati da PlayStation, per contrastare la concorrenza Nintendo adottò dei dischi che avevano minori costi di produzione e tempi di caricamento ridotti.
Tra i titoli in esclusiva per GameCube figurano Billy Hatcher and the Giant Egg (SEGA) e Metal Gear Solid: The Twin Snakes (Konami). Capcom ha inoltre annunciato la pubblicazione in esclusiva della serie Resident Evil per la console, producendo Resident Evil Zero, Resident Evil 4 e il remake di Resident Evil.

## Specifiche tecniche
- Unità di elaborazione centrale:[9]
  - IBM RISC Gekko–32 bit @485 MHz[57][58][59]
  - 64 kB[GC 1] cache di primo livello[57][58]
  - 256 kB cache di secondo livello[57][58]
  - Litografia a 180 nm
  - Performance complessiva in MIPS: 1125 MIPS[57]
  - Performance complessiva: 1,9 GFLOPS[58]
- Unità di elaborazione grafica:[9]
  - ATI Technologies "Flipper" da 51 milioni di transistor @162 MHz[57]
  - Litografia a 180 nm[58]
  - 4 pipeline grafiche con 1 unità texel ciascuna[58][59]
  - Fillrate in pixel da 648 megapixel al secondo[58][59]
  - Fillrate in texel da 648 megatexels al secondo[59][GC 2]
  - Antialiasing[57]
  - Filtro lineare (bilineare e trilineare)[57]
  - Rendering grafico di picco tra i 6 e 12 milioni di poligoni con la maggior parte degli effetti applicati[9][57]
  - Performance complessiva dichiarata in virgola mobile: 8,6~10,5 GFLOPS[9][57]
- Scheda audio:[9]
  - Macronix–16 bit @81 MHz[57]
  - 28 kB[GC 3] cache
  - 64 canali ADPCM[57]
  - Campionamento @48 kHz[57]
  - DSP–embedded
- Memoria:[9]
  - 40 MB di tipo non–unificata[58][59]
    - 24 MB SRAM principale @324 MHz / Banda @2,6 GB/s
    - 16 MB DRAM audio I/O @81 MHz / Banda @81 MB/s

  - +3 MB SRAM–embedded[59]
    - 1 MB texture buffer
    - 2 MB framebuffer
- Unità disco:
  - Nintendo Optical Disc da 1,5 GB con velocità di trasmissione a 16~25 Mbit/s[9][GC 4]
  - Tempo di accesso medio 128 ms[9]
- Archiviazione:
  - Nintendo GameCube Memory Card da 512 kB (59 blocchi), 2 MB (251 blocchi) e 8 MB (1019 blocchi)
- Comunicazione:
  - Ethernet via modem analogico a 56 kbit/s o via scheda di rete a banda larga
- Uscite audio/video:
  - SCART: 480i/480p (NTSC) - 576i (PAL/SÉCAM)
  - Video composito: 480i/480p (NTSC) - 576i (PAL/SÉCAM)